# Heart of the Sun
Heart of the Sun ist ein Jazzalbum von William Hooker. Die am 20. Februar 2013 im Roulette Intermedium, Brooklyn, entstandenen Aufnahmen erschienen im Oktober 2013 auf dem Label Engine Studios.

## Hintergrund
Mit dem Tod des Trompeters Roy Campbell im Januar 2014 verlor William Hooker einen seiner längsten Mitarbeiter, schrieb John Sharpe. Campbell war zunächst zusammen mit dem Schlagzeuger auf Color Circle (CJR, 1989) als Teil des selbsternannten dreiköpfigen William Hooker Orchestra (mit Booker T. Williams) aufgetreten und später als ein Drittel von The Gift: Live at Sangha (2005, mit Jason Kao Hwang).
Die fortlaufende Darbietung des Trios wurde bei einem Auftritt im Brooklyner Roulette Anfang 2013 aufgenommen und gliedert sich in acht Abschnitte, wobei die Unterteilungen an geeigneten Stellen ausgewählt werden, oft dann, wenn der Bandleader durch sein kontrolliertes, aber freies Trommeln einen Richtungswechsel anregte oder signalisierte. Der Multiinstrumentalist David Soldier vervollständigt das Trio und wechselt zwischen Violine, Banjo und Gitarre.

## Titelliste
- William Hooker: Heart of the Sun (Engine Studios e051)[1]

1. Reflector of Truth 9:10
2. Bike Lane 8:21
3. Snowflakes 6:47
4. Seat of Green 6:27
5. Slippers 6:25
6. For Leroy...1 8:23
7. Rainwater 6:28
8. For Leroy...2 3:22

## Rezeption

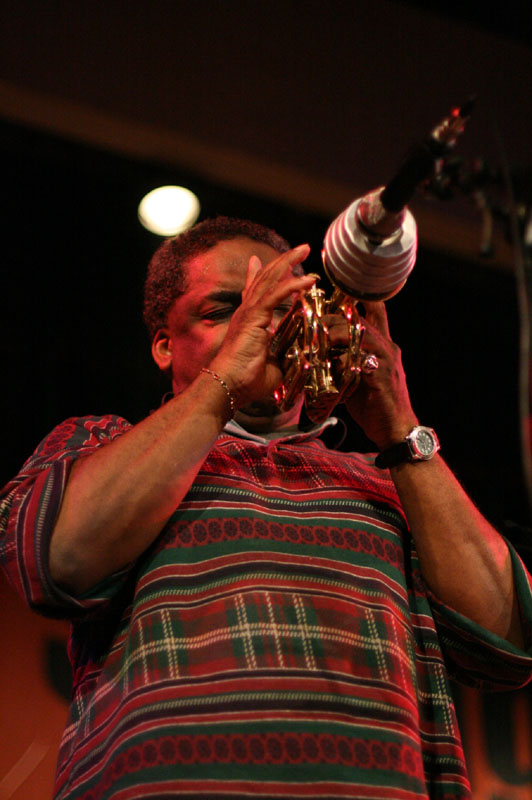
Roy Campbell beim Jazzy Spring Festival Bukarest (2008)

Nach Ansicht von John Sharpe, der das Album in All About Jazz rezensierte, mischte Campbell hier wie immer schnelle Proto-Bebop-Ausbrüche mit einer erdigen Lyrik, wobei dieser letzte Zug besonders passend sei, da Hooker in einer scheinbar neuen Abfolge offenere Melodien einführt, als man sonst in seinen temperamentvollen Kreationen finde. Auch wenn Anklänge an Americana und Folk mit abstrakten Klangexperimenten einhergehen, bleibe das Energieniveau typischerweise hoch. Nichtsdestotrotz habe die Darbietung eine episodische Qualität, die an einen Filmsoundtrack erinnere, in dem das Thema einer Figur abrupt einer anderen weicht. Das werde am deutlichsten bei Titeln wie dem Eröffnungsstück „Reflector of Truth“ und später in „Seat of Green“, wo sich honigsüße Ausrufe von Trompete oder Geige in körnige Dissonanzen und extreme Register verwandelten, bevor sie wieder zu lieblicheren Schachzügen wechseln. Besonders hervorzuheben sei der freudige, feierliche Geigengesang, der bei „Rainwater“ ausbricht, während Campbell ein obligato auf der Trompete spielt. Es scheint das perfekte Ende zu sein, aber Hooker hat andere Ideen und erst nach den kurzen, aber atmosphärischen Überlegungen zu „For Leroy..2“ endet dieses unterhaltsame Album.
Wie die gesamte Musik von Hooker würde diese Platte einen Erkundungspfad ebnen, auf dem die Musiker grenzenlose rohe Energie an den Tag legten, schrieb Cisco Bradley in Jazz Right Now. Zum Glück hätten sich diese Musiker auch im Jahr 2013 geweigert, die schroffen Kanten zu verfeinern, vielmehr sei es die unbekannte Peripherie, die sie in den acht Titeln dieses Albums am verlockendsten und erkundungswürdigsten finden. Diese Musik sei von Kargheit und Feierlichkeit gleichzeitig geprägt, von Besinnung und Unerschrockenheit, die ihre künstlerische Vision zu ihrem vollen Ausdruck bringe.